# Iskmo ön
Iskmo ön este o arie protejată (arie specială de conservare — SAC, sit de importanță comunitară — SCI, arie de protecție specială avifaunistică — SPA) din Finlanda întinsă pe o suprafață de 236 ha, integral pe uscat.

## Localizare
Centrul sitului Iskmo ön este situat la coordonatele 63°13′49″N 21°35′38″E / 63.2303°N 21.5939°E.

## Înființare
Situl Iskmo ön a fost declarat sit de importanță comunitară în august 1998 pentru a proteja 8 specii de animale. Alte tipuri de protecție:
- arie de protecție specială avifaunistică (în august 1998)[2]
- arie specială de conservare (în aprilie 2015)[1][3][4]

## Biodiversitate
Situată în ecoregiunea boreală, aria protejată conține 7 habitate naturale: Lacuri și iazuri distrofice naturale, Mlaștini turboase de tranziție și turbării mișcătoare, Taiga vestică, Păduri fino-scandinave bogate în ierburi cu Picea abies, Păduri caducifoliate de mlaștină fino-scandinave, Mlaștini împădurite, Păduri naturale în etape succesive primare ale suprafețelor emergente de coastă.
La baza desemnării sitului se află mai multe specii protejate:
- păsări (7): cocoșul de mesteacăn (Bonasa bonasia), ciocănitoare neagră (Dryocopus martius), Emberiza rustica, cocor (Grus grus), Lyrurus tetrix tetrix, ciocănitoare de munte (Picoides tridactylus),  cocoș de munte (Tetrao urogallus)
- mamifere (1): veveriță zburătoare siberiană (Pteromys volans)

Pe lângă speciile protejate, pe teritoriul sitului au mai fost identificate 1 specie de plante, 2 specii de nevertebrate, 3 specii de pești.